# Giải vô địch bóng đá trẻ châu Á 1960
Giải vô địch bóng đá trẻ châu Á 1960 được tổ chức ở Mã Lai.

## Các đội tham dự
Các đội sau đã tham gia giải đấu:
- Miến Điện
- Indonesia
- Nhật Bản
- Mã Lai (chủ nhà)
- Philippines
- Singapore
- Hàn Quốc
- Thái Lan

## Vòng bảng

### Bảng A
| Đội         | ST | T | H | B | BT | BB | HS  | Đ |
| ----------- | -- | - | - | - | -- | -- | --- | - |
| Mã Lai      | 3  | 3 | 0 | 0 | 16 | 2  | +14 | 6 |
| Nhật Bản    | 3  | 1 | 1 | 1 | 7  | 9  | −2  | 3 |
| Miến Điện   | 3  | 1 | 0 | 2 | 10 | 7  | +3  | 2 |
| Philippines | 3  | 0 | 1 | 2 | 3  | 18 | −15 | 1 |

| Mã Lai | 9 – 0    | Philippines |
| --- | -------- | ----------- |
| Ahmad Dollah 10' · H. Ghani 14', 24', 46', 60' · Robert Choe 23', 47' · Ahmad Taufik 31' · Radzi Sheikh Ahmad 79' | Chi tiết |             |

| Nhật Bản                                                       | 4 – 2    | Miến Điện                  |
| -------------------------------------------------------------- | -------- | -------------------------- |
| T. Kawase 15' · Ikuo Matsumoto 30', 48' · Ryuichi Sugiyama 58' | Chi tiết | Tin Win 17' · Toe Aung 23' |

| Mã Lai              | 2 – 1    | Miến Điện   |
| ------------------- | -------- | ----------- |
| Robert Choe 2', 33' | Chi tiết | Hla Tay 36' |

| Philippines                             | 2 – 2    | Nhật Bản                                   |
| --------------------------------------- | -------- | ------------------------------------------ |
| Romeo Jaranilla 27' · Benjamin Chen 40' | Chi tiết | Ryuichi Sugiyama 21' · Takayuki Kuwata 33' |

| Mã Lai                                                        | 5 – 1    | Nhật Bản                   |
| ------------------------------------------------------------- | -------- | -------------------------- |
| Ahmad Taufik 7', 52' · Hamid Ghani 21' · Robert Choe 63', 68' | Chi tiết | Ryuichi Sugiyama 26' (pen) |

| Miến Điện                                                       | 7 – 1    | Philippines         |
| --------------------------------------------------------------- | -------- | ------------------- |
| Hla Tay 2' · Tin Aung Tua 17', 21', 37', 50', 60' · Hla Kyi 46' | Chi tiết | Romeo Jaranilla 48' |

### Bảng B
| Đội       | ST | T | H | B | BT | BB | HS  | Đ |
| --------- | -- | - | - | - | -- | -- | --- | - |
| Hàn Quốc  | 3  | 3 | 0 | 0 | 12 | 4  | +8  | 6 |
| Indonesia | 3  | 2 | 0 | 1 | 14 | 7  | +7  | 4 |
| Thái Lan  | 3  | 1 | 0 | 2 | 4  | 9  | −5  | 2 |
| Singapore | 3  | 0 | 0 | 3 | 6  | 16 | −10 | 0 |

| Indonesia                                                                                 | 9 – 3    | Singapore                                                       |
| ----------------------------------------------------------------------------------------- | -------- | --------------------------------------------------------------- |
| Soetjipto Soentoro 1', 78' · Dirhamsjah 9', 28', 49', 80' · Manan 30' · Zulkifli 47', 60' | Chi tiết | Chew Seng Thum 34' · Lee Teng Yee 55' (pen) · Quah Kim Siak 74' |

| Hàn Quốc                                      | 4 – 1    | Thái Lan            |
| --------------------------------------------- | -------- | ------------------- |
| Chung Soon-Chun 6', 14' · Cho Yoon-Ok 8', 34' | Chi tiết | Anurat Nanakorn 63' |

| Thái Lan                                  | 3 – 2    | Singapore                              |
| ----------------------------------------- | -------- | -------------------------------------- |
| Anurat Nanakorn 15', 69' · N.K Chalor 53' | Chi tiết | Chew Seng Thum 64' · Quah Kim Siak 75' |

| Hàn Quốc                                                                       | 4 – 2    | Indonesia                   |
| ------------------------------------------------------------------------------ | -------- | --------------------------- |
| Cho Yoon-Ok 17' · Chung Soon-Chung 25' · Cha Kyung-Bok 34' · Kim Duk-Joong 74' | Chi tiết | Soetjipto Soentoro 47', 80' |

| Indonesia                                          | 3 – 0    | Thái Lan |
| -------------------------------------------------- | -------- | -------- |
| Soetjipto Soentoro 9' · Sobari 43' · Dzulkifli 65' | Chi tiết |          |

| Hàn Quốc                                                        | 4 – 1    | Singapore          |
| --------------------------------------------------------------- | -------- | ------------------ |
| Cho Yoon-Ok 20', 43' · Cha Kyung-Bok 29' · Chung Soon-Chung 53' | Chi tiết | Chew Seng Thum 31' |

## Tranh hạng ba
| Nhật Bản                                 | 3 – 2    | Indonesia                |
| ---------------------------------------- | -------- | ------------------------ |
| Takayuki Kuwata 10', 33' · T. Kawase 73' | Chi tiết | Manan 7' · Dzulkifli 38' |

| NHẬT BẢN: |  |                  |
|           |  |                  |
| GK        |  | Watanabe         |
| CB        |  | Shibata          |
| CB        |  | Tadao Onishi     |
| RH        |  | Suzuki           |
| CH        |  | Mukoyama         |
| LH        |  | Shimizu          |
| OR        |  | T. Kawase        |
| IR        |  | Takayuki Kuwata  |
| CF        |  | Ikuo Matsumoto   |
| IL        |  | Ryuichi Sugiyama |
| OL        |  | Moriya           |

| INDONESIA: |  |                    |
|            |  |                    |
| GK         |  | Hardi Purnomo      |
| CB         |  | Nani Djaelani      |
| CB         |  | Hantoro            |
| RH         |  | Rasjid Dahlan      |
| CH         |  | Ishak Udin         |
| LH         |  | Idris Mapakajja    |
| OR         |  | Dzulkifli          |
| IR         |  | Manan              |
| CF         |  | Soetjipto Soentoro |
| IL         |  | Parhim             |
| OL         |  | Sobari             |

## Chung kết
| Mã Lai | 0 – 4    | Hàn Quốc                                                            |
| ------ | -------- | ------------------------------------------------------------------- |
|        | Chi tiết | Chung Soon-Chung 1' · Cho Yoon-Ok 7', 10' · Cha Kyung-Bok 30' (pen) |

| MÃ LAI: |  |                    |
|         |  |                    |
| GK      |  | Teh Cheng Lee      |
| CB      |  | Yee Seng Choy      |
| CB      |  | Abdullah Noordin   |
| RH      |  | Radzi Sheikh Ahmad |
| CH      |  | Roslan Buang       |
| LH      |  | Namasivayam        |
| OR      |  | Abdullah Dollah    |
| IR      |  | Ong Huck Siang     |
| CF      |  | Robert Choe        |
| IL      |  | Hamid Ghani        |
| OL      |  | Ahmad Taufik       |

| HÀN QUỐC: |  |                  |
|           |  |                  |
| GK        |  | Lim Chang-Soo    |
| CB        |  | Park Tong-Kwan   |
| CB        |  | Kim Young-Bai    |
| RH        |  | Lee Rak-Won      |
| CH        |  | Kim Seon-Hwi     |
| LH        |  | Choi Young-Too   |
| OR        |  | Chung Soon-Chung |
| IR        |  | Lee Young-Kun    |
| CF        |  | Cha Kyung-Bok    |
| IL        |  | Cho Yoon-Ok      |
| OL        |  | Kim Duk-Joong    |

## Vô địch
| Giải vô địch bóng đá trẻ châu Á năm 1960 |
| ---------------------------------------- |
| · Hàn Quốc · Lần thứ 2                   |

## Cầu thủ ghi bàn
7 bàn
- Cho Yoon-Ok

6 bàn
- Robert Choe

5 bàn
- Tin Aung Tua
- Soetjipto Soentoro
- Chung Soon-Chung
- Hamid Ghani

4 bàn
- Dirhamsjah

3 bàn
- Ryuichi Sugiyama
- Takayuki Kuwata
- Cha Kyung-Bok
- Ahmad Taufik
- Chew Seng Thum
- Anurat Nanakorn

2 bàn
- Hla Tay
- Dzulkifli
- Manan
- Zulkifli
- Ikuo Matsumoto
- T. Kawase
- Romeo Jaranilla
- Quah Kim Siak

1 bàn
- Hla Kyi
- Tin Win
- Toe Aung
- Sobari
- Kim Duk-Joong
- Ahmad Dollah
- Radzi Sheikh Ahmad
- Benjamin Chen
- Lee Teng Yee
- N.K Chalor